# Игра в бисер перед свиньями
«Игра́ в би́сер пе́ред сви́ньями», также известный как «Красный альбом (Акустика)» — третий альбом группы «Гражданская оборона». Записан после выхода её лидера Егора Летова из психиатрической больницы, где тот оказался из-за проблем с КГБ.
В основу альбома легли песни, записанные в 1983—1986 гг. Неофициально выпущен на магнитных катушках в сентябре 1986, и только в 1996 году на аудиокассете, и в 1998 году на компакт-диске.

## История

### Запись альбома
После конфликта с официальной властью в конце 1985 года, ближайший соратник Летова Константин Рябинов (Кузя УО) был отправлен в армию, а сам он был принудительно помещен в психлечебницу. После выхода оттуда, он, по его словам, столкнулся с тем, что с его знакомых были взяты расписки о том что они не будут иметь с Летовым никаких дел. Свою помощь в записи предложил Евгений Филатов. Результатом стала запись 15-17 августа 1986 года в лаборатории Омского государственного университета. На записи Летов играл на бас-гитаре и на акустической гитаре, а Евгений Филатов подыгрывал на губной гармошке и перкуссии (в частности на бонго). Запись является довольно нетипичной в дискографии Летова, сам он характеризовал её как «смешную, хоть и очень качественную». Большинство песен с этой записи были перепеты в более жёсткой манере в электрическом «Красном альбоме» («Оптимизм» и «Он увидел солнце» были перепеты на «Тоталитаризме» и «Мышеловке» соответственно). Исключение лишь короткая композиция «Убийца» с единственной строкой: «Иван Говнов — убийца травы» (которая войдёт позже в песню «Иван Говнов» с альбома «Мышеловка») и песня с названием «КБГ-рок», текст которой почти полностью состоит из цитат Бориса Гребенщикова, лидера группы «Аквариум».

### Песня «КБГ-рок»
В куплете этой композиции (не путать с песней «КГБ-рок» с альбома «Некрофилия») обыгрывается фраза из песни Бориса Гребенщикова «25 к 10»: «Но если б я мог выбирать себя, я был бы Гребенщиков» (у Бориса Гребенщикова: «Но если б я мог выбирать себя, я снова бы стал собой»). Летов так прокомментировал эту фразу: 

Песня эта издевательского свойства, но к самому Гребенщикову отношения не имеющая. Это пародия на нашего бывшего директора, моего приятеля, который настолько был повернут на творчестве этого автора, что изъяснялся в любой простейшей жизненной ситуации сугубо цитатами из него. Про это и песня. — Из ответов на вопросы на официальном сайте «Гражданской Обороны».
В мае 2007 года Борис Гребенщиков на вопрос читателя русской службы BBC так отозвался о песне: 

Вопрос: Егор Летов в одной из своих песен поет: «Если бы я смог выбрать себя, я был бы Гребенщиков. Что это: комплимент, шутка, оскорбление?». 

Борис Гребенщиков: Конечно, комплимент. Наверное, можно повернуть и по-другому, но это красиво. Я тоже рекомендую, да. Я бы сам бы сказал бы то же самое. Я ни с кем, честно говоря, не хотел бы поменяться местами. — Ответы на вопросы читателей BBCRussian.com, май 2007.

### Место в официальной дискографии
До издания на лейбле «Хор», Летов относил альбом к бутлегам, именуя его как акустический «Красный альбом». Официально издан он был только в 1999 году. Название альбому дал припев песни «Игра в бисер», где Летов обыгрывает поговорку «метать бисер перед свиньями» и мифическую «игру в бисер» из романа Германа Гессе «Игра в Бисер». При переиздании дискографии в 2005—2007 годах альбом издан не был, а часть композиций были включены бонус-треками в альбомы «Хорошо!!» и «Красный альбом».

## Список композиций
Слова и музыка всех песен — Егора Летова, кроме № 13 (Евгений Филатов, Егор Летов).
| №   | Название                              | Длительность |
| --- | ------------------------------------- | ------------ |
| 1.  | «Игра в бисер»                        | 2:24         |
| 2.  | «На наших глазах»                     | 2:09         |
| 3.  | «Чужеродным элементом (Частицей лжи)» | 2:58         |
| 4.  | «Я иллюзорен»                         | 3:27         |
| 5.  | «Детский мир»                         | 1:58         |
| 6.  | «Зоопарк»                             | 2:45         |
| 7.  | «КГБ-РОК (РОК-КГБ)»                   | 2:16         |
| 8.  | «Скоро настанет совсем»               | 3:01         |
| 9.  | «Ненавижу красный цвет»               | 2:08         |
| 10. | «Он увидел солнце»                    | 2:41         |
| 11. | «Оптимизм»                            | 2:04         |
| 12. | «Мама, мама…»                         | 2:40         |
| 13. | «Убийца»                              | 1:07         |

## Информация с буклета
Записано 1.07.86 в лаборатории Омского государственного университета Евгением Филатовым.
- Егор Летов — голос, гитары, бас, ударные
- Евгений Филатов — бонги, губная гармонь

Оформление: Егор Летов и Кузьма Рябинов. 

Фото: В.Рожков и ещё кто-то.
Спасибо: Максиму Хасанову и Кириллу Передерию.

## Интересные факты
Несмотря на то, что на всех бутлегах и источниках указана дата записи 1.06.1986 (1.07.1986), на самом деле, альбом не был записан за 1 день. Егор Летов не заморачивался над датами. Альбом был записан 15-17 августа 1986 года.

## Хронология выхода
| Дата          | Формат            | Комментарий                                       |
| ------------- | ----------------- | ------------------------------------------------- |
| сентябрь 1986 | магнитная катушка | Выпущен под названием «Красный альбом (Акустика)» |
| 1996          | магнитная кассета |                                                   |
| 1999          | компакт-диск      |                                                   |